# Michał z Krowicy
Michał z Krowicy – rycerz polski, herbu Korab, protoplasta rodu Łaskich.

## Życiorys
Michał z Krowicy około roku 1349 wszedł w posiadanie wsi Łasko. Miał czterech synów m.in. Jana Radlicę, późniejszego kanclerza koronnego oraz Wojciecha.